# Kamil Sieradzki
Kamil Sieradzki (ur. 11 stycznia 2002) – polski pływak specjalizujący się w stylu dowolnym, czterokrotny wicemistrz Europy, olimpijczyk.
W kwietniu 2021 roku na mistrzostwach Polski w Lublinie zwyciężył na dystansie 200 m stylem dowolnym z czasem 1:48,59.
Trzy miesiące później podczas igrzysk olimpijskich w Tokio wraz z Kacprem Majchrzakiem, Jakubem Kraską i Radosławem Kawęckim płynął w sztafecie 4 × 200 m stylem dowolnym, która zajęła 15. miejsce.